# 李弘道
李弘道（1551年—？），字汝大，山西平陽府襄陵縣人，軍籍，明朝政治人物。

## 生平
萬曆元年（1573年）癸酉科山西鄉試第九名，萬曆五年（1577年）丁丑科會試第一百三十名，登三甲第四十六名進士。初任河南南阳县知县，补罗山知县，祀名宦。十三年七月授兵科給事中，十四年疏荐海瑞等人，弹劾兵部尚書张佳胤，出为河南佥事。年甫逾壮，告归。二十一年二月起补陕西关西道佥事，二十二年二月升本省关南道右参议，养病。二十三年五月起补河南参议，潁州兵备，因积水为患，淹及明祖陵，主张开高堰以导淮水，与总河都御史意见见左，十一月调陕西右参议，驻札兴安州。历九月，复告归。

## 家族
曾祖李潤；祖父李遇春，曾任學正；父李葆，曾任貢士。母高氏。慈侍下。